# Distichopora coccinea
Distichopora coccinea is een hydroïdpoliep uit de familie Stylasteridae. De poliep komt uit het geslacht Distichopora. Distichopora coccinea werd in 1860 voor het eerst wetenschappelijk beschreven door Gray. 